# ساب 32 لانسن
ساب 32 لانسن (بالسويدية: Saab 32 Lansen) هي مقاتلة سويدية ثنائية المقاعد، ومحرك واحد، جرى إنتاجها في الفترة من 1955 إلى 1960 للخدمة في القوات الجوية السويدية. وهي طائرة تحلق بسرعة تقارب سرعة الصوت. أنتج من الطائرة فئات متعددة: المقاتلة، والهجومية، والاستطلاعية؛ وخلال فترة خدمتها أدت لانسن دور منصة حرب إلكترونية. جرى إنتاج 450 طائرة من هذا الطراز، وبدأ الطائرة ساب 37 فجن تحل محلها في الأدوار الهجومية بداية من العام 1971.